# Lac Bangwelo
Le lac Bangwelo est un lac d’eau douce situé en Zambie. 

## Étymologie
Son nom signifie « le lieu où l’eau et le ciel se rejoignent ».

## Géographie
Le lac est la source de la rivière Luapula et est alimenté par 17 rivières. Il est situé à 1140 m d’altitude, fait environ 75 km de long et a une superficie de 9 840 km2. Sa profondeur moyenne est de 4 mètres. Sa surface est variable selon les saisons.

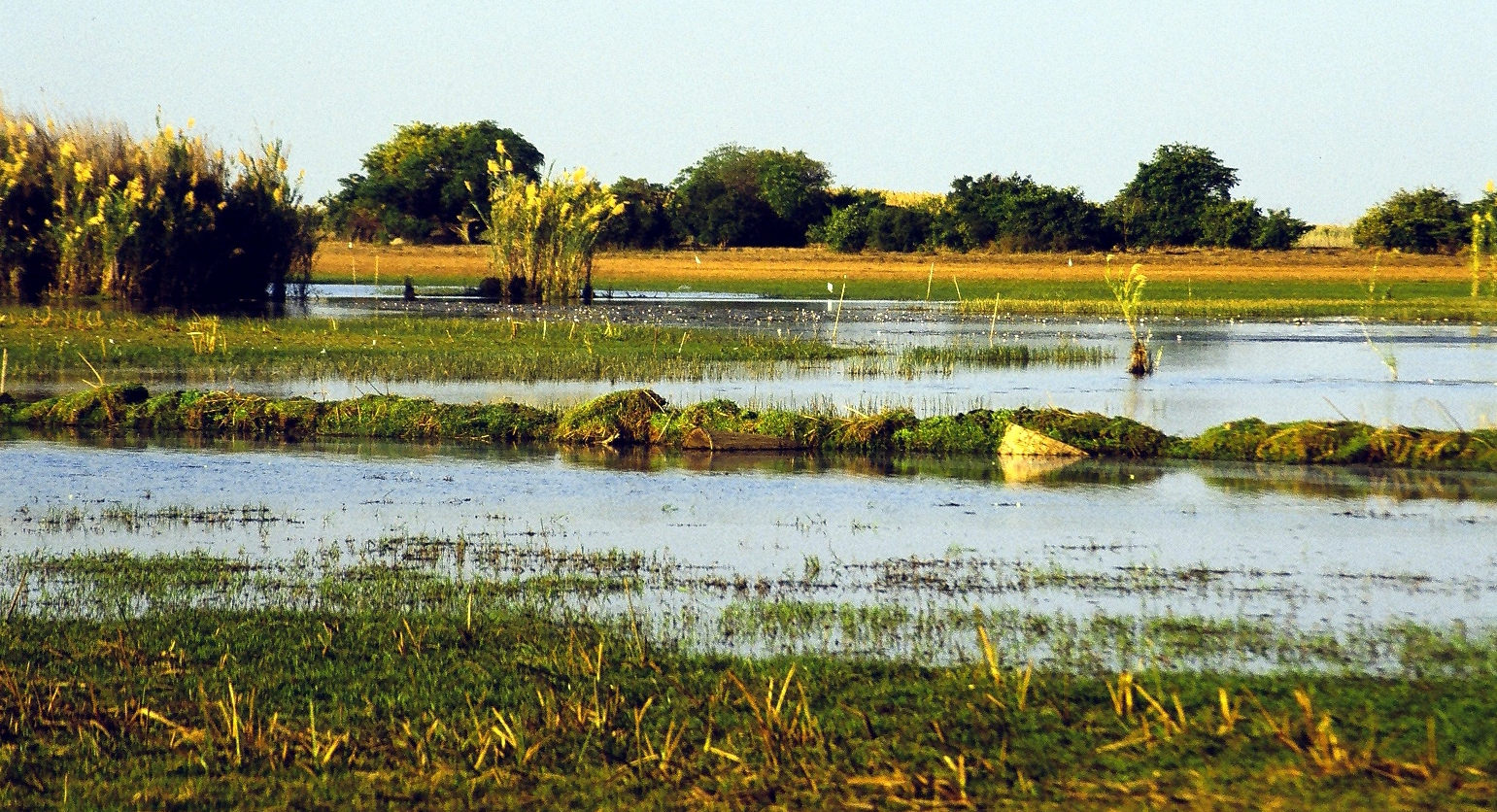
Marécages de Shoebill Island à la saison sèche

Le lac et les marécages sont alimentés au nord par la rivière Chambeshi et se déverse au sud par la rivière Luapula qui alimente le lac Moero puis le fleuve Congo. 
Le lac est découpé en trois zones parallèles :
- Au nord-ouest, le lac Chifunabuli (50 × 5 km) qui est relié au reste du lac par un passage (Péninsule Lifunge) de 250 mètres de large ;
- Au sud-est, le lac Walipupe (30 × 13 km) ;
- Au centre, le lac Bangwelo qui est le lac principal.

Au nord, à l’est et au sud du lac s’étendent les marécages de Bangwelo qui font environ 120 × 75 km de large. En temps de crues, les marécages peuvent atteindre une superficie de 15 000 km2. 
Au sud du lac, on retrouve une plaine inondable en saison des pluies.

## Peuplement

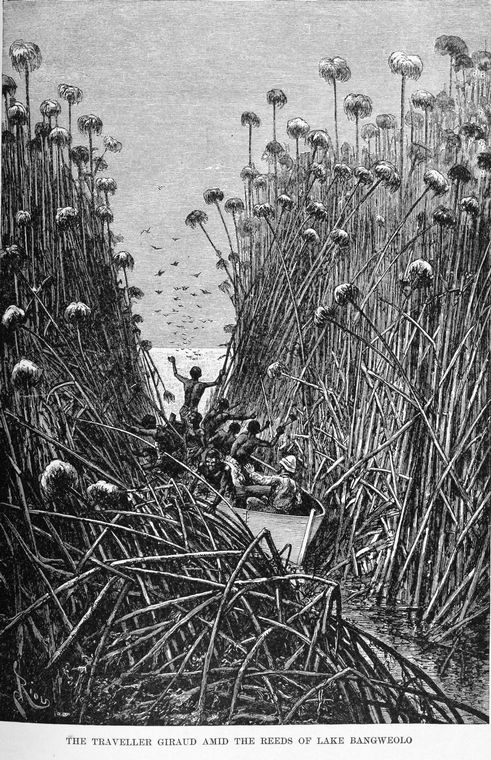
L'enseigne de vaisseau Victor Giraud au milieu des roseaux (Élisée Reclus, 1892)

La zone est habitée par le peuple Bemba. Le lac connaît une pêche saisonnière et la population augmente durant cette période. Le lac est également peuplé de crocodiles dangereux pour les pêcheurs.
La ville de Samfya se situe au sud-ouest du lac et est le centre régional pour le transport et le tourisme sur le lac. Les centres habités principaux se trouvent sur les îles de Chilubi, Mbabala et Chishi. La ville principale au nord du lac est Nsombo. 
David Livingstone fut le premier Européen à voir le lac lors de ses explorations. Il mourut en 1873 non loin de ce dernier.